# Эрнст I (маркграф Нордгау)
Эрнст (нем. Ernst; умер в 865) — франкский дворянин IX века из рода Эрнсте. Маркграф Норгдгау, сподвижник короля Людовика II Немецкого, тесть его сына Карломана и самый влиятельный человек в Баварии после самого короля.

## Биография
Был сыном Эрнста и Вартруны. Впервые упоминается в 829 году и, скорее всего, уже тогда Эрнст был маркграфом Нордгау и верховным графом Баварии. В 849 году его упоминают как dux partium illarum (под illarum, по-видимому, имеется в виду Нордгау). В 848—849 годах и в 855 году участвовал в походах против Великой Моравии, как ductor баварского войска. По отношению к Людовику II Немецкому современники называли Эрнста «первым среди друзей короля».
У Эрнста был одноимённый сын, впервые упомянутый в 857 году, а также дочь, имя которой неизвестно. В 861 году она вышла замуж за сына короля Карломана, тогдашнего Дукса, но в будущем короля Баварии. Кроме того, согласно легенде, Эрнст был отцом святой Регисвинды.
В 861 году формально правление Эрнста закончилось. Кажется, он участвовал в заговоре Карломана против своего отца, после чего в этом же году на придворном празднике в Регенсбурге был совершён судебный процесс. 6 апреля 861 года он был обвинён в измене и почти все его владения были отобраны. Эрнст уехал в своё последнее поместье, где и умер в 865 году.
То, что он был похоронен в монастыре Святого Эммерама неверно, так как соответствующая запись в некрологе Эммерама относится к графу, умершему около 1010 года в Суалафедгау с тем же именем. Вероятнее всего маркграф Эрнст был похоронен в замке Зульцбах, одном из главных центров Маркграфства Нордгау VIII—XII веках. В ходе раскопок 1999 года, была найдена возможная могила Эрста. Скорее всего он умер не потеряв своего влияния, так как в 863 году, то есть после суда, он упоминается как venerabilis vir Ernst.
Кроме Эрнста, на том процессе были осуждены и его племянники Удо, Беренгар и Вальдо из семьи Конрадины, так что предполагается, что Эрнст через сестру был шурином графа Гебхарда из Лангау.